# Cristina Peri Rossi
Cristina Peri Rossi, född 12 november 1941 i Montevideo, Uruguay, är en uruguaysk romanförfattare, litteraturkritiker, novellist, poet och översättare.

## Verk (urval)
1. Viviendo (1963) - "Living" (Noveller)
2. Los museos abandonados (1968) - (Noveller) - De övergivna museerna (översättning Elisabeth Helms, Nordan förlag, 1984, ISBN 9177021126)
3. El libro de mis primos (1969) - "My Cousin's Book" (Roman)
4. Indicios pánicos (1970) - "Panicky Omens" (Noveller)
5. Evohé (1971) - (Poesi)
6. Descripción de un naufragio - "Description of a Shipwreck" (Poesi)
7. Diáspora (1976) - "Diaspora" (Poesi)
8. La tarde del dinosaurio (1976) - "The Dinosaur's Evening" (Noveller)
9. Lingüística general (1979) - "General Linguistics" (Poesi)
10. La rebelión de los niños (1980) - "Kids' Rebellion" (Noveller)
11. El museo de los esfuerzos inútiles (1983) - "Museum of The Useless Efforts" (Noveller)
12. La nave de los locos (1984) - "Crazies' Ship" (Roman)
13. Una pasión prohibida (1986) - "Forbidden Passion" (Noveller)
14. Europa después de la lluvia (1987) - "Post-Rain Europe" (Poesi)
15. Solitario de amor (1988) - "Love Solitaire" (Roman)
16. Cosmoagonías (1988) - (Noveller) - Kosmoagonier (översättning Saskia Schmidt, S. G. Bokförlag, 1990, ISBN 9187916045)
17. Fantasías eróticas (1990) - "Erotic Fantasies" (Essä)
18. Acerca de la escritura (1991) - "On Writing" (Essä)
19. Babel bárbara (1991) - (Poesi)
20. La última noche de Dostoievski (1992) - "Dostoievski's Last Night" (Roman)
21. La ciudad de Luzbel y otros relatos (1992) - "Luzbel's City and Other Stories" (Noveller)
22. Otra vez Eros (1994) - "Eros, Again" (Poesi)
23. Aquella noche (1996) - "That Night" (Poesi)
24. Inmovilidad de los barcos (1997) - "Ships's Stiffness" (Poesi)
25. Desastres íntimos (1997) - "Intimate Disasters" (Noveller)
26. Poemas de amor y desamor (1998) - "Poems of Love and Lovelessness" (Poesi)
27. Las musas inquietantes (1999) - "The Disturbing Muses" (Poesi)
28. El amor es una droga dura (1999) - "Love is a Hard Drug" (Roman)
29. Estado de exilio (2003) - "State of Exile" (Poesi)
30. Por fin solos (2004) - "Alone At Last" (Noveller)
31. Estrategias del deseo (2004) - "Strategies of Desire" (Poesi)
32. Habitación de hotel (2007) - "Hotel Room" (Poesi)
33. Playstation (2009) - (Poesi)

## Priser och utmärkelser
- (2021) – Miguel de Cervantes-priset
- (2019) - José Donoso-priset
- (2008) - Loewe-priset
- (1994) - Guggenheimstipendiet
- (1990) - Premi Ciutat de Barcelona